# Сабае

35°57′24″ пн. ш. 136°11′4″ сх. д. / 35.95667° пн. ш. 136.18444° сх. д.
Саба́е (яп. 鯖江市, さばえし, МФА: [saba.e ɕi̥]) — місто в Японії, в префектурі Фукуй.

## Короткі відомості
Розташоване в центральній частині префектури. Виникло на основі середньовічного прихрамового містечка біля буддистського монастиря Дзьосьодзі. В ранньому новому часі перетворене на призамкове містечко, яким володів самурайський рід Манабе. Отримало статус міста 1955 року. Основою економіки є текстильна промисловість, машинобудування, виробництво оптики й окулярів, комерція. Традиційне ремесло — виробництво лакованого посуду. Станом на 1 червня 2009 площа міста становила 84,75 км². Станом на 1 липня 2011 населення міста становило 67 561 осіб.

## Спорт
- 1995 — 31-й Чемпіонат світу з гімнастики.